# Елизавета Каринтийская
Елизавета Каринтийская и Горицко-Тирольская (нем. Elisabeth von Kärnten, Görz und Tirol; 1262, Мюнхен — 28 октября 1312, Вена) — королева Германии и герцогиня Австрийская.

## Жизнь
Елизавета была дочерью каринтийского и тирольского герцога Мейнхарда II и Елизаветы Виттельсбах (дочери баварского герцога Оттона II). 20 декабря 1274 года она вышла замуж за Альбрехта І Габсбурга. В декабре 1282 года её муж был возведён своим отцом — императором Рудольфом І — в звание герцога Австрии и Штирии. Так, благодаря родителям Альбрехта І и Елизаветы, началась консолидация Австрии в руках Габсбургов.
27 июля 1298 года Альбрехт І был избран во Франкфурте королём Германии, и в 1299 году Елизавета была коронована как королева Германии.
1 мая 1308 года Альбрехт І был убит своим племянником Иоганном Швабским. После смерти мужа Елизавета удалилась в монастырь в Кёнигсфельдене, где и умерла 28 октября 1312 года.

## Дети
У Альбрехта и Елизаветы выросло 12 детей:
- Анна (1275—1327), замужем (с 1295 года) за Германом, маркграфом Бранденбурга, вторым браком (с 1310 года) за Генрихом VI, князем Вроцлавским
- Ребенок (1276)
- Ребенок (1277)
- Ребенок (1278)
- Ребенок (1279)
- Ребенок (1280)
- Агнесса (1281 — 11 июня 1364), замужем (с 1296 года) за Андрашем III, королём Венгрии
- Рудольф III (1282 — 4 июля 1307), герцог Австрии и король Чехии
- Ребенок (1283)
- Ребенок (1284)
- Елизавета (1285 — 19 мая 1353), замужем (с 1304 года) за Фридрихом IV, герцогом Лотарингии
- Ребенок (1287)
- Фридрих I (1289 — 13 января 1330), герцог Австрии и король Германии
- Леопольд I (4 августа 1290 — 28 февраля 1326), герцог Австрии
- Ребенок (1292)
- Екатерина (1295—1323), замужем (с 1316 года) за Карлом Анжуйским, герцогом Калабрии
- Альбрехт II (12 декабря 1298 — 16 августа 1358), герцог Австрии и Каринтии
- Генрих (15 мая 1299 — 3 февраля 1327)
- Мейнхард (1300—1301)
- Оттон (23 июля 1301 — 17 февраля 1339), герцог Австрии и Каринтии
- Ютта (1302 - ум. 1329), замужем (с 1319 года) за Людвигом VI, графом Оттингена

у супружеской пары было ещё 9 детей, которые умерли непосредственно после рождения. Они остались неизвестными и были погребены в королевской капелле в Тульне в Нижней Австрии.